# Lista de episódios de Porta dos Fundos
Esta é uma lista de episódios do Porta dos Fundos. A produra de vídeos foi fundada em agosto de 2012 por Antonio Tabet, Fábio Porchat, Gregório Duvivier, Ian Brandão Fernandes e João Vicente de Castro.
Geralmente, novos episódios são lançados três vezes na semana. Esses abordam assuntos atuais de maneira humorista e crítica. Dentre os temas mais tratados estão a política brasileira e a religiosidade. Diversos artistas já realizaram participações, como Whindersson Nunes, Xuxa, Compadre Washington e Maitê Proença.
Em fevereiro de 2020, era o 15º canal brasileiro com maior número de inscritos e já havia publicado mil e trezentos vídeos no YouTube, incluindo os bastidores das gravações. Somam 5,6 bilhões de visualizações.

## Episódios
| Título                           | Duração | Lançamento             | Visualizações (em milhões) |
| -------------------------------- | ------- | ---------------------- | -------------------------- |
| "Porta dos fundos nº1"           | 15:24   | 6 de agosto de 2012    | 7,7                        |
| "Traveco da firma"               | 03:24   | 7 de agosto de 2012    | 11                         |
| "Cocaína"                        | 01:16   | 7 de agosto de 2012    | 2,2                        |
| "CSI Nova Iguaçu #8"             | 01:40   | 7 de agosto de 2012    | 1,1                        |
| "Batman: The dark knight erects" | 05:50   | 9 de agosto de 2012    | 8,8                        |
| "Spoleto"                        | 02:00   | 13 de agosto de 2012   | 15                         |
| "Modelo vivo"                    | 03:35   | 16 de agosto de 2012   | 4,5                        |
| "Superávit"                      | 04:25   | 20 de agosto de 2012   | 6                          |
| "Meias Palavras"                 | 03:36   | 23 de agosto de 2012   | 10                         |
| "KKKKKK"                         | 03:22   | 27 de agosto de 2012   | 4                          |
| "Depois daquele gol"             | 03:22   | 30 de agosto de 2012   | 6                          |
| "Porta dos fundos nº2"           | 14:11   | 3 de setembro de 2012  | 3,6                        |
| "Médico vidente"                 | 01:57   | 6 de setembro de 2012  | 10                         |
| "Comercial de pasta de dente"    | 01:06   | 7 de setembro de 2012  | 2,8                        |
| "Galã global"                    | 02:58   | 8 de setembro de 2012  | 3,7                        |
| "Minuto da marmota"              | 03:52   | 9 de setembro de 2012  | 3,6                        |
| "Sobre a mesa"                   | 03:57   | 10 de setembro de 2012 | 25                         |
| "Setor de RH - Supergêmeos"      | 05:35   | 13 de setembro de 2012 | 5,7                        |
| "Filme pornô"                    | 04:29   | 17 de setembro de 2012 | 23                         |
| "Encontro"                       | 02:14   | 20 de setembro de 2012 | 8,2                        |
| "Programa Político"              | 03:58   | 24 de setembro de 2012 | 10                         |
| "Meu príncipe"                   | 02:04   | 27 de setembro de 2012 | 7                          |
| "Porta dos fundos nº3"           | 11:13   | 1 de outubro de 2012   | 3,1                        |
| "Cancelamento"                   | 02:09   | 4 de outubro de 2012   | 6,5                        |
| "Pode ser?"                      | 00:35   | 6 de outubro de 2012   | 4,1                        |
| "Assembleia geral"               | 03:00   | 7 de outubro de 2012   | 3,5                        |
| "Setor de RH - Jesus"            | 02:39   | 8 de outubro de 2012   | 9,2                        |
| "Sex shop"                       | 02:21   | 11 de outubro de 2012  | 6,6                        |
| "Coma"                           | 03:07   | 15 de outubro de 2012  | 10                         |
| "Linha da vida"                  | 02:31   | 18 de outubro de 2012  | 3,7                        |
| "Brainstorm"                     | 04:14   | 22 de outubro de 2012  | 6,8                        |
| "Ponto de vista"                 | 02:35   | 25 de outubro de 2012  | 7,4                        |
| "Preparadora de elenco"          | 04:08   | 29 de outubro de 2012  | 4,3                        |
| "Término de namoro"              | 04:02   | 1 de novembro de 2012  | 19                         |
| "Ciclo da vida"                  | 03:08   | 5 de novembro de 2012  | 8,5                        |
| "Nome do bebê"                   | 04:58   | 8 de novembro de 2012  | 10                         |
| "Porta dos fundos nº4"           | 12:09   | 12 de novembro de 2012 | 2,8                        |
| "Teste pra Saci"                 | 03:32   | 15 de novembro de 2012 | 5,4                        |
| "Trago a pessoa"                 | 02:39   | 17 de novembro de 2012 | 6,2                        |
| "Mesa redonda"                   | 03:46   | 18 de novembro de 2012 | 2,1                        |
| "Tipo…"                          | 00:59   | 19 de novembro de 2012 | 5,8                        |
| "Van"                            | 03:14   | 22 de novembro de 2012 | 6,9                        |
| "Troca de presente"              | 02:21   | 26 de novembro de 2012 | 3,4                        |
| "Tequila - "Quem tá dentro?""    | 02:47   | 29 de novembro de 2012 | 3,6                        |
| "Barata no banheiro"             | 03:16   | 3 de dezembro de 2012  | 10                         |
| "Trocado"                        | 02:08   | 6 de dezembro de 2012  | 5,9                        |
| "DR"                             | 02:07   | 10 de dezembro de 2012 | 3,4                        |
| "Com quem será?"                 | 02:30   | 13 de dezembro de 2012 | 12                         |
| "Oitavo andar"                   | 02:46   | 17 de dezembro de 2012 | 15                         |
| "Taxista"                        | 01:23   | 20 de dezembro de 2012 | 7                          |
| "Depois do fim do mundo"         | 03:11   | 24 de dezembro de 2012 | 14                         |
| "Corte de gastos"                | 02:34   | 27 de dezembro de 2012 | 7                          |
| "Versão brasileira"              | 02:27   | 31 de dezembro de 2012 | 13                         |

| Título                       | Duração | Lançamento              | Visualizações (em milhões) |
| ---------------------------- | ------- | ----------------------- | -------------------------- |
| "Gatas"                      | 03:08   | 1 de janeiro de 2018    | 6,2                        |
| "Homem não sabe ouvir não"   | 01:29   | 4 de janeiro de 2018    | 2,6                        |
| "Passado nebuloso"           | 02:25   | 6 de janeiro de 2018    | 2,1                        |
| "Pedindo uma informação"     | 02:11   | 8 de janeiro de 2018    | 2,1                        |
| "Showzão"                    | 01:40   | 11 de janeiro de 2018   | 2,2                        |
| "Maison Du Sarcasme"         | 02:43   | 13 de janeiro de 2018   | 2,5                        |
| "Clark"                      | 02:11   | 15 de janeiro de 2018   | 2,6                        |
| "Golpe de sequestro"         | 03:49   | 18 de janeiro de 2018   | 5,5                        |
| "Ibope"                      | 02:08   | 20 de janeiro de 2018   | 1,3                        |
| "O tempo é relativo"         | 01:30   | 22 de janeiro de 2018   | 2,5                        |
| "Post"                       | 02:52   | 25 de janeiro de 2018   | 2,4                        |
| "Noronha"                    | 02:39   | 27 de janeiro de 2018   | 1,4                        |
| "Vida de pai"                | 02:21   | 29 de janeiro de 2018   | 3,1                        |
| "Virgindade"                 | 01:38   | 1 de fevereiro de 2018  | 5,1                        |
| "Patrocínio"                 | 01:46   | 3 de fevereiro de 2018  | 2,3                        |
| "Carnaval do Crivella"       | 02:45   | 5 de fevereiro de 2018  | 1,4                        |
| "Recife 2"                   | 02:27   | 8 de fevereiro de 2018  | 2,4                        |
| "Foi para o céu"             | 02:56   | 10 de fevereiro de 2018 | 4,2                        |
| "Bitcoin"                    | 01:55   | 12 de fevereiro de 2018 | 3,1                        |
| "Pós-carnaval"               | 01:40   | 15 de fevereiro de 2018 | 3                          |
| "Despedida"                  | 02:10   | 18 de fevereiro de 2018 | 1,7                        |
| "Gilmar"                     | 01:16   | 19 de fevereiro de 2018 | 2                          |
| "Línguas"                    | 02:12   | 22 de fevereiro de 2018 | 3,8                        |
| "Purpurina"                  | 01:59   | 24 de fevereiro de 2018 | 1,8                        |
| "Maternidade"                | 01:30   | 26 de fevereiro de 2018 | 1,9                        |
| "Reunião de board"           | 03:38   | 1 de março de 2018      | 3,5                        |
| "Nação de sonhadores"        | 02:57   | 3 de março de 2018      | 1,8                        |
| "Microfone"                  | 01:06   | 5 de março de 2018      | 1,1                        |
| "Serviço de bordo"           | 04:27   | 8 de março de 2018      | 9,2                        |
| "Visita"                     | 02:36   | 10 de março de 2018     | 3,6                        |
| "Óculos"                     | 01:59   | 15 de março de 2018     | 4,9                        |
| "Candidato"                  | 02:28   | 17 de março de 2018     | 1,6                        |
| "Tinder"                     | 02:25   | 19 de março de 2018     | 6                          |
| "Almoço"                     | 03:32   | 22 de março de 2018     | 5                          |
| "Prefeito"                   | 03:45   | 24 de março de 2018     | 2                          |
| "Brancos?"                   | 02:42   | 26 de março de 2018     | 3,1                        |
| "Batimento cardíaco"         | 03:31   | 29 de março de 2018     | 1,4                        |
| "Deu branco"                 | 04:02   | 31 de março de 2018     | 2,5                        |
| "Intervenção"                | 02:11   | 2 de abril de 2018      | 3,5                        |
| "Extrato"                    | 01:25   | 5 de abril de 2018      | 1,6                        |
| "Veterinário"                | 04:05   | 7 de abril de 2018      | 2,8                        |
| "Castração"                  | 01:44   | 9 de abril de 2018      | 2,1                        |
| "Aparição"                   | 02:16   | 12 de abril de 2018     | 2,9                        |
| "Troca de casal"             | 02:45   | 14 de abril de 2018     | 2,9                        |
| "007 in Brazil"              | 04:26   | 16 de abril de 2018     | 3,4                        |
| "Restaurante chique"         | 02:32   | 19 de abril de 2018     | 3,3                        |
| "Brasília"                   | 03:22   | 21 de abril de 2018     | 2,4                        |
| "Cocô"                       | 03:03   | 23 de abril de 2018     | 2,7                        |
| "Cala a boca"                | 01:23   | 26 de abril de 2018     | 3,2                        |
| "Sai demônio"                | 02:46   | 28 de abril de 2018     | 2                          |
| "Reforma urgente"            | 02:30   | 30 de abril de 2018     | 1,8                        |
| "Traficante gospel"          | 01:56   | 3 de maio de 2018       | 3,4                        |
| "Prioridades"                | 03:02   | 5 de maio de 2018       | 2,9                        |
| "Mãe de pet"                 | 02:56   | 7 de maio de 2018       | 2,2                        |
| "Zoom out"                   | 02:02   | 10 de maio de 2018      | 1,3                        |
| "Fofoca de mãe"              | 03:30   | 12 de maio de 2018      | 2,5                        |
| "Me prende"                  | 03:38   | 14 de maio de 2018      | 3,3                        |
| "Vou ficar devendo"          | 02:04   | 17 de maio de 2018      | 5,5                        |
| "Bem dotado"                 | 02:23   | 19 de maio de 2018      | 6,1                        |
| "Vazando"                    | 02:25   | 21 de maio de 2018      | 1,6                        |
| "Perdido"                    | 02:01   | 24 de maio de 2018      | 3                          |
| "Avião"                      | 01:59   | 26 de maio de 2018      | 2,3                        |
| "Faz gostoso"                | 01:45   | 28 de maio de 2018      | 4,3                        |
| "O corpo de Cristo"          | 01:50   | 31 de maio de 2018      | 1,4                        |
| "Eu posso explicar"          | 02:13   | 2 de junho de 2018      | 5,3                        |
| "This is Brazil"             | 02:06   | 4 de junho de 2018      | 6,3                        |
| "Convocação"                 | 02:48   | 7 de junho de 2018      | 2,6                        |
| "Deputados e os novos nomes" | 03:56   | 9 de junho de 2018      | 1,8                        |
| "Romeu"                      | 03:01   | 11 de junho de 2018     | 1,9                        |
| "Suécia"                     | 03:14   | 14 de junho de 2018     | 3,6                        |
| "Antes do jogo"              | 05:23   | 16 de junho de 2018     | 2,8                        |
| "Professora"                 | 02:00   | 18 de junho de 2018     | 3,2                        |
| "Entrega"                    | 02:30   | 21 de junho de 2018     | 2,7                        |
| "Hino"                       | 02:31   | 23 de junho de 2018     | 2,3                        |
| "Tatoo moleque"              | 02:53   | 25 de junho de 2018     | 1,8                        |
| "Zuckerberg"                 | 03:58   | 28 de junho de 2018     | 6,5                        |
| "Festa junina"               | 02:17   | 30 de junho de 2018     | 1,9                        |
| "Brasilxs"                   | 02:40   | 2 de julho de 2018      | 2,4                        |
| "Falando russo"              | 03:07   | 5 de julho de 2018      | 4,3                        |
| "Amigos do Michel"           | 02:56   | 7 de julho de 2018      | 1,6                        |
| "Yoga"                       | 04:01   | 9 de julho de 2018      | 1,5                        |
| "Heróis nacionais"           | 03:54   | 12 de julho de 2018     | 1,1                        |
| "Remedinho"                  | 02:05   | 14 de julho de 2018     | 2,3                        |
| "Valter"                     | 01:23   | 16 de julho de 2018     | 1,7                        |
| "Loucura"                    | 02:39   | 19 de julho de 2018     | 1,7                        |
| "Raio X"                     | 02:12   | 21 de julho de 2018     | 3,5                        |
| "Jornada dupla"              | 02:17   | 23 de julho de 2018     | 1,2                        |
| "Tabela de conversão"        | 01:35   | 26 de julho de 2018     | 1,3                        |
| "Não clique aqui"            | 02:34   | 28 de julho de 2018     | 4                          |
| "Corpo estranho"             | 01:40   | 30 de julho de 2018     | 2,1                        |
| "Candidato preso"            | 01:57   | 2 de agosto de 2018     | 1,1                        |
| "Farinha"                    | 03:33   | 4 de agosto de 2018     | 5                          |
| "Salário"                    | 01:39   | 6 de agosto de 2018     | 2                          |
| "Youtuber"                   | 04:06   | 9 de agosto de 2018     | 4,8                        |
| "Dominado"                   | 02:30   | 11 de agosto de 2018    | 3                          |
| "Namoro à distância"         | 02:47   | 13 de agosto de 2018    | 3,4                        |
| "Pre-roll"                   | 03:05   | 16 de agosto de 2018    | 1,2                        |
| "Oferenda"                   | 03:55   | 25 de agosto de 2018    | 1,9                        |
| "Socorro"                    | 02:03   | 27 de agosto de 2018    | 4,3                        |
| "Filtro"                     | 04:00   | 30 de agosto de 2018    | 2,3                        |
| "Turista brasileiro"         | 02:43   | 1 de setembro de 2018   | 3,7                        |
| "Apelido"                    | 03:49   | 3 de setembro de 2018   | 2,4                        |
| "Meu marido"                 | 01:49   | 6 de setembro de 2018   | 1,9                        |
| "Pau amigo"                  | 02:28   | 8 de setembro de 2018   | 3,1                        |
| "Pickpocket"                 | 02:32   | 10 de setembro de 2018  | 3,2                        |
| "Gestão de talentos"         | 02:22   | 13 de setembro de 2018  | 1,7                        |
| "Prevenção de bullying"      | 01:47   | 15 de setembro de 2018  | 2,7                        |
| "Filosofia nos dias de hoje" | 03:59   | 17 de setembro de 2018  | 2,3                        |
| "Rio"                        | 01:54   | 20 de setembro de 2018  | 3,1                        |
| "Debate é a minha rola"      | 02:49   | 22 de setembro de 2018  | 2,1                        |
| "Ele voltou"                 | 02:17   | 24 de setembro de 2018  | 3,2                        |
| "Plano de governo"           | 03:11   | 27 de setembro de 2018  | 2,7                        |
| "Arbitragem"                 | 02:48   | 1 de outubro de 2018    | 900 mil                    |
| "Debate quente"              | 02:03   | 4 de outubro de 2018    | 1                          |
| "Notícia boa"                | 01:33   | 6 de outubro de 2018    | 1,6                        |
| "Fora Globo"                 | 04:47   | 8 de outubro de 2018    | 2,6                        |
| "Barbies"                    | 03:42   | 11 de outubro de 2018   | 4,4                        |
| "Escravidão"                 | 03:06   | 13 de outubro de 2018   | 2,5                        |
| "Homo"                       | 02:08   | 15 de outubro de 2018   | 1,3                        |
| "Pastor Ezequiel"            | 03:02   | 18 de outubro de 2018   | 1,5                        |
| "Tudo isso que tá aí"        | 01:49   | 20 de outubro de 2018   | 2                          |
| "Multa"                      | 02:02   | 22 de outubro de 2018   | 2                          |
| "Saneamento"                 | 03:23   | 25 de outubro de 2018   | 1,6                        |
| "Fake news"                  | 02:04   | 27 de outubro de 2018   | 3,2                        |
| "Seção eleitoral"            | 02:45   | 29 de outubro de 2018   | 2                          |
| "Gerações"                   | 02:18   | 1 de novembro de 2018   | 3                          |
| "Dia do Saci"                | 03:14   | 5 de novembro de 2018   | 1,7                        |
| "Nasa"                       | 02:31   | 8 de novembro de 2018   | 4,8                        |
| "Preço"                      | 01:47   | 12 de novembro de 2018  | 2,6                        |
| "Feriadão"                   | 02:14   | 15 de novembro de 2018  | 1,3                        |
| "Papai mamãe"                | 01:48   | 19 de novembro de 2018  | 1,2                        |
| "Bebe leve"                  | 03:43   | 22 de novembro de 2018  | 1,1                        |
| "Chroma key"                 | 03:22   | 26 de novembro de 2018  | 1,8                        |
| "Telepatia"                  | 02:38   | 29 de novembro de 2018  | 3,2                        |
| "Dívida"                     | 03:33   | 1 de dezembro de 2018   | 3,1                        |
| "Maldição"                   | 02:49   | 3 de dezembro de 2018   | 1,9                        |
| "Revoltados"                 | 02:13   | 6 de dezembro de 2018   | 1                          |
| "Quer casar comigo?"         | 01:54   | 8 de dezembro de 2018   | 3,1                        |
| "Memes"                      | 03:10   | 10 de dezembro de 2018  | 1,3                        |
| "Freela de mendigo"          | 02:24   | 13 de dezembro de 2018  | 1,5                        |
| "Boca artesanal"             | 03:00   | 15 de dezembro de 2018  | 3                          |
| "Lactante"                   | 02:44   | 17 de dezembro de 2018  | 1,5                        |
| "Degustação"                 | 02:40   | 20 de dezembro de 2018  | 1,8                        |
| "Netflix"                    | 03:26   | 22 de dezembro de 2018  | 1,4                        |
| "Natal"                      | 03:07   | 24 de dezembro de 2018  | 2,9                        |
| "Guarda das crianças"        | 02:44   | 27 de dezembro de 2018  | 2,4                        |
| "Ano Novo Novo"              | 01:38   | 29 de dezembro de 2018  | 1,6                        |
| "Ultimate Option"            | 02:58   | 31 de dezembro de 2018  | 900 mil                    |

| Título                                 | Duração | Lançamento              | Visualizações (em milhões) |
| -------------------------------------- | ------- | ----------------------- | -------------------------- |
| "Já tava assim quando eu entrei"       | 03:05   | 3 de janeiro de 2019    | 2,8                        |
| "Amarelo"                              | 02:36   | 5 de janeiro de 2019    | 2,3                        |
| "Faz assim"                            | 01:37   | 7 de janeiro de 2019    | 1,6                        |
| "Mendigos do Leblon"                   | 02:11   | 10 de janeiro de 2019   | 2,2                        |
| "Sobrevivente"                         | 02:06   | 12 de janeiro de 2019   | 3,4                        |
| "Turista"                              | 01:52   | 14 de janeiro de        | 1,4                        |
| "Ted Talk"                             | 05:19   | 17 de janeiro de 2019   | 2,2                        |
| "Plantas de apartamento"               | 01:57   | 19 de janeiro de 2019   | 1,3                        |
| "Filme de terror"                      | 03:08   | 21 de janeiro de 2019   | 2,4                        |
| "Boa notícia"                          | 02:10   | 24 de janeiro de 2019   | 900 mil                    |
| "Jenifer"                              | 02:39   | 26 de janeiro de 2019   | 4,6                        |
| "Padrino"                              | 04:02   | 28 de janeiro de 2019   | 2                          |
| "Reagindo ao assalto"                  | 04:32   | 31 de janeiro de        | 1,8                        |
| "Superamigos"                          | 03:00   | 2 de fevereiro de 2019  | 3,2                        |
| "Pelo Brasil"                          | 02:44   | 4 de fevereiro de 2019  | 3,8                        |
| "Tempos Modernos"                      | 01:39   | 7 de fevereiro de 2019  | 2,1                        |
| "Enzo"                                 | 02:18   | 9 de fevereiro de 2019  | 5,5                        |
| "Gemidão"                              | 00:33   | 11 de fevereiro de 2019 | 1,2                        |
| "Mansplaining"                         | 03:22   | 4 de fevereiro de 2019  | 2,3                        |
| "Português fluente"                    | 02:45   | 16 de fevereiro de 2019 | 5,6                        |
| "Virgem"                               | 03:00   | 18 de fevereiro de 2019 | 5,1                        |
| "Come tudinho"                         | 02:57   | 21 de fevereiro de 2019 | 2,3                        |
| "Oscar"                                | 02:11   | 23 de fevereiro de 2019 | 1,5                        |
| "Crossfit"                             | 02:23   | 25 de fevereiro de 2019 | 2,1                        |
| "Carnafirma"                           | 03:32   | 28 de fevereiro de 2019 | 1,8                        |
| "Carnaval 2019"                        | 03:07   | 2 de março de 2019      | 1,5                        |
| "Puxador sincero"                      | 03:02   | 4 de março de 2019      | 1,2                        |
| "Blocos"                               | 02:40   | 7 de março de 2019      | 2,4                        |
| "Mercado feminino"                     | 04:05   | 9 de março de 2019      | 3,3                        |
| "Glitter"                              | 01:31   | 11 de março de 2019     | 2,9                        |
| "Google"                               | 02:50   | 14 de março de 2019     | 3,2                        |
| "Fada dental"                          | 01:53   | 16 de março de 2019     | 2                          |
| "Vamos ver uma série?"                 | 03:21   | 18 de março de 2019     | 1,7                        |
| "Heroínas brasileiras"                 | 05:36   | 21 de março de 2019     | 3,6                        |
| "Pela vida"                            | 01:14   | 23 de março de 2019     | 1                          |
| "Miojeria Gourmet"                     | 03:07   | 25 de março de 2019     | 4                          |
| "Novela"                               | 03:16   | 28 de março de 2019     | 1,4                        |
| "Lei Seca"                             | 04:05   | 30 de março de 2019     | 2,5                        |
| "Pronunciamento"                       | 02:44   | 1 de abril de 2019      | 1,2                        |
| "Maratonando"                          | 02:45   | 4 de abril de 2019      | 1,4                        |
| "Escola sem partido"                   | 02:19   | 8 de abril de 2019      | 1,6                        |
| "Site"                                 | 04:24   | 11 de abril de 2019     | 1,7                        |
| "Ouvem tudo"                           | 02:38   | 15 de abril de 2019     | 1,6                        |
| "Fã de época"                          | 02:18   | 18 de abril de 2019     | 1                          |
| "Vingadores"                           | 03:26   | 22 de abril de 2019     | 3                          |
| "Vascão"                               | 01:56   | 25 de abril de 2019     | 1,9                        |
| "Eu não vejo série"                    | 03:35   | 29 de abril de 2019     | 2,3                        |
| "Cidadão de bem"                       | 02:53   | 2 de maio de 2019       | 2,7                        |
| "Acidente de avião"                    | 01:36   | 4 de maio de 2019       | 1,6                        |
| "Bastidores"                           | 02:38   | 6 de maio de 2019       | 800 mil                    |
| "De férias com o ex"                   | 05:13   | 9 de maio de 2019       | 7,8                        |
| "Thor"                                 | 02:11   | 11 de maio de 2019      | 2,1                        |
| "Posse de arma"                        | 02:58   | 13 de maio de 2019      | 4,1                        |
| "Congestionamento"                     | 04:26   | 16 de maio de 2019      | 1,7                        |
| "Despedida de solteira"                | 03:10   | 18 de maio de 2019      | 1,4                        |
| "Beijo"                                | 02:29   | 20 de maio de 2019      | 1,3                        |
| "Clube do vinho"                       | 03:17   | 23 de maio de 2019      | 2,4                        |
| "Chá de revelação"                     | 02:13   | 25 de maio de 2019      | 1,7                        |
| "Teleconferência"                      | 02:44   | 27 de maio de 2019      | 1,1                        |
| "Karatê Kid"                           | 02:28   | 30 de maio de 2019      | 1,7                        |
| "Pecados"                              | 03:34   | 1 de junho de 2019      | 1,8                        |
| "Merchan de época"                     | 03:22   | 3 de junho de 2019      | 1,9                        |
| "Handmaid's Tale"                      | 03:06   | 6 de junho de 2019      | 1,5                        |
| "Garoto do sinal"                      | 01:43   | 8 de junho de 2019      | 1,4                        |
| "Bolsa"                                | 01:31   | 10 de junho de 2019     | 1,6                        |
| "Ciúmes 2"                             | 03:12   | 13 de junho de 2019     | 2,8                        |
| "Plano diabólico"                      | 03:07   | 15 de junho de 2019     | 1,9                        |
| "Plano de invasão"                     | 04:28   | 17 de junho de 2019     | 1,5                        |
| "Atlântida"                            | 02:47   | 20 de junho de 2019     | 3,3                        |
| "Crowdfunding"                         | 02:10   | 22 de junho de 2019     | 1,3                        |
| "Parabéns papai"                       | 03:52   | 24 de junho de 2019     | 2,2                        |
| "Viajando"                             | 03:51   | 27 de junho de 2019     | 2,3                        |
| "Coach"                                | 03:14   | 29 de junho de 2019     | 4                          |
| "Famoso quem?"                         | 02:39   | 1 de julho de 2019      | 3,8                        |
| "Mendigas"                             | 01:38   | 4 de julho de 2019      | 2,6                        |
| "Busca de entorpecentes"               | 02:45   | 6 de julho de 2019      | 2,8                        |
| "Balbúrdia"                            | 03:14   | 8 de julho de 2019      | 3,7                        |
| "Vida Loka"                            | 02:48   | 11 de julho de 2019     | 1,7                        |
| "Ju"                                   | 04:23   | 13 de julho de 2019     | 2,9                        |
| "Carta branca"                         | 02:29   | 15 de julho de 2019     | 7,7                        |
| "Ai, que abdução"                      | 02:33   | 18 de julho de 2019     | 1,2                        |
| "Em nome do Pai"                       | 02:08   | 20 de julho de 2019     | 1,7                        |
| "Viada"                                | 02:19   | 22 de julho de 2019     | 2,9                        |
| "Americano"                            | 02:39   | 25 de julho de 2019     | 2,1                        |
| "Novos termos"                         | 01:46   | 27 de julho de 2019     | 1,3                        |
| "Reencarnação"                         | 04:16   | 29 de julho de 2019     | 3,8                        |
| "Dr. Laserman"                         | 04:07   | 1 de agosto de 2019     | 1,5                        |
| "Histórico"                            | 03:07   | 3 de agosto de 2019     | 3,1                        |
| "Maquiei um cadáver e olha no que deu" | 03:22   | 5 de agosto de 2019     | 1,5                        |
| "Coskles"                              | 01:45   | 8 de agosto de 2019     | 1                          |
| "Filho é maravilhoso"                  | 03:19   | 10 de agosto de 2019    | 3                          |
| "Site de compra e venda"               | 02:44   | 12 de agosto de 2019    | 2,3                        |
| "Casal"                                | 03:03   | 15 de agosto de 2019    | 2,7                        |
| "MMA"                                  | 01:47   | 19 de agosto de 2019    | 800 mil                    |
| "Porchat original"                     | 04:53   | 22 de agosto de 2019    | 2                          |
| "Oz"                                   | 02:34   | 24 de agosto de 2019    | 1,4                        |
| "Desprotesto"                          | 02:55   | 26 de agosto de 2019    | 1,4                        |
| "Tiozão"                               | 03:32   | 29 de agosto de 2019    | 1,8                        |
| "Reprisando"                           | 01:54   | 31 de agosto de 2019    | 1,3                        |
| "Mau-caráter"                          | 02:06   | 2 de setembro de 2019   | 1,6                        |
| "Baby Shark"                           | 02:25   | 5 de setembro de 2019   | 2,7                        |
| "A culpa não é minha"                  | 01:01   | 7 de setembro de 2019   | 1,3                        |
| "Espirro"                              | 01:32   | 9 de setembro de 2019   | 1,7                        |
| "Mamata"                               | 02:53   | 12 de setembro de 2019  | 1,9                        |
| "Sem compromisso"                      | 03:01   | 14 de setembro de 2019  | 4,6                        |
| "Outra mulher"                         | 04:41   | 16 de setembro de 2019  | 4,1                        |
| "Contabilidade criativa"               | 02:22   | 19 de setembro de 2019  | 1,3                        |
| "Missão impossível"                    | 03:24   | 21 de setembro de 2019  | 1,3                        |
| "Não dá mais"                          | 02:29   | 23 de setembro de 2019  | 2,3                        |
| "Acompanhando"                         | 02:06   | 26 de setembro de 2019  | 1,3                        |
| "Volta pra casa"                       | 04:11   | 28 de setembro de 2019  | 1,8                        |
| "Missão secreta"                       | 03:24   | 30 de setembro de 2019  | 1,3                        |
| "Sobrinho"                             | 01:54   | 3 de outubro de 2019    | 1,5                        |
| "Whindersson"                          | 06:40   | 5 de outubro de 2019    | 4,8                        |
| "Lindo"                                | 02:19   | 7 de outubro de 2019    | 1,8                        |
| "Fiador"                               | 02:56   | 10 de outubro de 2019   | 2                          |
| "Uber Feet"                            | 02:33   | 12 de outubro de 2019   | 1,8                        |
| "Escritor branco"                      | 03:00   | 14 de outubro de 2019   | 1,7                        |
| "Emprestando"                          | 04:40   | 17 de outubro de 2019   | 2,6                        |
| "Te conheço de algum lugar"            | 01:51   | 19 de outubro de 2019   | 1,7                        |
| "Miliciano"                            | 03:06   | 21 de outubro de 2019   | 2,4                        |
| "Nome de rua"                          | 02:16   | 24 de outubro de 2019   | 1,3                        |
| "Homem sem barba"                      | 02:05   | 26 de outubro de 2019   | 3,1                        |
| "Pedro"                                | 04:25   | 28 de outubro de 2019   | 3                          |
| "Espírito"                             | 02:22   | 31 de outubro de 2019   | 1                          |
| "Dia mais feliz da vida"               | 02:46   | 2 de novembro de 2019   | 1,2                        |
| "Filho bonito"                         | 03:42   | 4 de novembro de 2019   | 2,6                        |
| "Tá bravo?"                            | 02:21   | 7 de novembro de 2019   | 1,9                        |
| "Curtida"                              | 02:26   | 9 de novembro de 2019   | 1,6                        |
| "Médico supersticioso"                 | 02:49   | 11 de novembro de 2019  | 1,2                        |
| "Notícia triste"                       | 04:17   | 14 de novembro de 2019  | 1,3                        |
| "Curtir sem curtir"                    | 03:48   | 16 de novembro de 2019  | 1,3                        |
| "Não tô entendendo"                    | 01:57   | 18 de novembro de 2019  | 900 mil                    |
| "Dinero"                               | 03:25   | 21 de novembro de 2019  | 1,5                        |
| "Quem ama curte"                       | 03:23   | 23 de novembro de 2019  | 1,5                        |
| "Unboxing"                             | 03:14   | 25 de novembro de 2019  | 1                          |
| "Fim de ano do Porta"                  | 02:27   | 27 de novembro de 2019  | 800 mil                    |
| "Transformers"                         | 02:30   | 28 de novembro de 2019  | 1,1                        |
| "Meditagram"                           | 03:55   | 30 de novembro de 2019  | 1,1                        |
| "Chefe secreto"                        | 01:56   | 1 de dezembro de 2019   | 900 mil                    |
| "Bolsa Moradia"                        | 01:37   | 2 de dezembro de 2019   | 800 mil                    |
| "Deus é sagitário"                     | 01:56   | 3 de dezembro de 2019   | 1                          |
| "Coisas de casal"                      | 03:06   | 4 de dezembro de 2019   | 1,5                        |
| "Motorista"                            | 03:01   | 5 de dezembro de 2019   | 1,5                        |
| "Foco"                                 | 01:32   | 6 de dezembro de 2019   | 900 mil                    |
| "Meninx"                               | 02:15   | 7 de dezembro de 2019   | 1,3                        |
| "Siamês universitário"                 | 04:54   | 8 de dezembro de 2019   | 1,4                        |
| "Aula de gastronomia"                  | 02:20   | 9 de dezembro de 2019   | 1                          |
| "Ligação"                              | 02:30   | 10 de dezembro de 2019  | 1,3                        |
| "Décimo dentista"                      | 02:52   | 11 de dezembro de 2019  | 1,4                        |
| "Faça o que eu falo"                   | 01:46   | 12 de dezembro de 2019  | 900 mil                    |
| "Me tira daqui"                        | 03:05   | 13 de dezembro de 2019  | 900 mil                    |
| "Casal 30"                             | 02:09   | 14 de dezembro de 2019  | 800 mil                    |
| "Mágico de Oz"                         | 02:29   | 15 de dezembro de 2019  | 900 mil                    |
| "Irmã"                                 | 04:17   | 16 de dezembro de 2019  | 1,2                        |
| "Selfie por interesse"                 | 02:51   | 17 de dezembro de 2019  | 1,2                        |
| "Avó"                                  | 01:26   | 18 de dezembro de 2019  | 1                          |
| "Conflito nos astros"                  | 02:51   | 19 de dezembro de 2019  | 800 mil                    |
| "Inritado"                             | 03:36   | 20 de dezembro de 2019  | 2                          |
| "Desconstruído"                        | 02:49   | 21 de dezembro de 2019  | 1,1                        |
| "Homem"                                | 02:01   | 22 de dezembro de 2019  | 1                          |
| "Humor de vanguarda"                   | 03:54   | 24 de dezembro de 2019  | 1                          |
| "Amigo secreto de Jesus"               | 03:05   | 2019                    | 1,4                        |
| "Meu corpo minhas regras"              | 03:53   | 25 de dezembro de 2019  | 1,2                        |
| "Bic"                                  | 02:59   | 26 de dezembro de 2019  | 1,4                        |
| "Tá louquinha"                         | 02:26   | 27 de dezembro de 2019  | 1,3                        |
| "App de pegação"                       | 02:33   | 28 de dezembro de 2019  | 1                          |
| "Modernidade"                          | 01:58   | 29 de dezembro de 2019  | 1                          |
| "Área Vip"                             | 01:57   | 30 de dezembro de 2019  | 900 mil                    |
| "Cavalo"                               | 03:42   | 31 de dezembro de 2019  | 2,2                        |

| Título                  | Duração | Lançamento              | Visualizações (em milhões) |
| ----------------------- | ------- | ----------------------- | -------------------------- |
| "Ansiedade"             | 02:47   | 2 de janeiro de 2020    | 1,2                        |
| "Fala que eu te trato"  | 02:57   | 4 de janeiro de 2020    | 1,1                        |
| "Procurador de emprego" | 02:14   | 6 de janeiro de 2020    | 1,3                        |
| "Papinho"               | 01:52   | 9 de janeiro de 2020    | 1,2                        |
| "Hablas español"        | 02:38   | 11 de janeiro de 2020   | 1,2                        |
| "Jumanji"               | 02:03   | 13 de janeiro de 2020   | 1,1                        |
| "Dívidas"               | 02:36   | 16 de janeiro de 2020   | 1,1                        |
| "RH WhatsApp"           | 03:47   | 18 de janeiro de 2020   | 1,3                        |
| "Aventurando"           | 02:46   | 20 de janeiro de 2020   | 1,3                        |
| "BBB"                   | 04:38   | 23 de janeiro de 2020   | 1,6                        |
| "Brasileirada"          | 02:54   | 26 de janeiro de 2020   | 1,2                        |
| "Missão madrinha"       | 02:24   | 27 de janeiro de 2020   | 1                          |
| "O homem que tem carro" | 01:46   | 30 de janeiro de 2020   | 1,4                        |
| "Marya"                 | 02:17   | 1 de fevereiro de 2020  | 1,2                        |
| "Ladrón"                | 02:35   | 3 de fevereiro de 2020  | 1,6                        |
| "Governo RH"            | 04:30   | 6 de fevereiro de 2020  | 1,1                        |
| "Call"                  | 02:32   | 8 de fevereiro de 2020  | 0,9                        |
| "Alice"                 | 01:44   | 10 de fevereiro de 2020 | 1                          |
| "Lulonaro"              | 02:09   | 13 de fevereiro de 2020 | 1,2                        |
| "Água na boca"          | 04:10   | 15 de fevereiro de 2020 | 1                          |
| "Pulando a cerca"       | 02:38   | 17 de fevereiro de 2020 | 1,2                        |
| "Doula"                 | 02:57   | 20 de fevereiro de 2020 | 700 mil                    |
| "Carnavírus"            | 04:17   | 22 de fevereiro de 2020 | 700 mil                    |
| "Me xinga"              | 01:57   | 24 de fevereiro de 2020 | 300 mil                    |